# Peta-Gaye Dowdie
Peta-Gaye Dowdie (ur. 18 stycznia 1977 w regionie Saint Elizabeth) – jamajska lekkoatletka specjalizująca się w krótkich biegach sprinterskich.

## Sukcesy sportowe
- dwukrotna mistrzyni Jamajki w biegu na 100 metrów – 1999, 2000[1]

| Rok  | Miasto         | Zawody                                   | Konkurencja                      | Wynik                     |
| ---- | -------------- | ---------------------------------------- | -------------------------------- | ------------------------- |
| 1996 | Sydney         | Mistrzostwa świata juniorów              | sztafeta 4 × 100 m               | srebrny medal             |
| 1999 | Winnipeg       | Igrzyska panamerykańskie                 | sztafeta 4 × 100 m bieg na 100 m | złoty medal brązowy medal |
| 1999 | Sewilla        | Mistrzostwa świata                       | sztafeta 4 × 100 m               | brązowy medal             |
| 2005 | Nassau         | Mistrzostwa Ameryki Środkowej i Karaibów | sztafeta 4 × 100 m bieg na 200 m | złoty medal brązowy medal |
| 2006 | Melbourne      | Igrzyska Wspólnoty Narodów               | sztafeta 4 × 100 m               | złoty medal               |
| 2007 | Rio de Janeiro | Igrzyska panamerykańskie                 | sztafeta 4 × 100 m               | złoty medal               |
| 2007 | San Salvador   | Mistrzostwa NACAC                        | sztafeta 4 × 100 m               | złoty medal               |

## Rekordy życiowe
- bieg na 60 metrów (hala) – 7,23 – Blacksburg 06/02/1999
- bieg na 100 metrów – 11,03 – El Paso 10/04/1999
- bieg na 200 metrów – 22,51 – Durham 03/06/2000
- bieg na 200 metrów (hala) – 22,83 – Indianapolis 05/03/1999